# Drenak
Drenak (en macédonien Дренак) est un village du nord-est de la Macédoine du Nord, situé dans la municipalité de Kriva Palanka. Le village comptait 44 habitants en 2002. Il se trouve dans le massif d'Osogovo.

## Démographie
Lors du recensement de 2002, le village comptait :
- Macédoniens : 44